# Amegilla caelestina
Amegilla caelestina är en biart som först beskrevs av Cockerell 1919.  Amegilla caelestina ingår i släktet Amegilla och familjen långtungebin. Inga underarter finns listade i Catalogue of Life.